# Pavel Krmaš
Pavel Krmaš (Broumov, 3 marzo 1980) è un ex calciatore ceco, difensore.

## Carriera

### Club

#### In Repubblica Ceca
Dopo aver giocato per quindici anni tra le giovanili di Slovan Broumov, Nachod e Hradec Králové esordisce in prima squadra nelle file dell'Admira Praga nel 1999. Rimane nell'Admira fino al 2001 quando passa allo Sparta Praga, squadra di spicco della Gambrinus Liga. Con i granata non ottiene alcun successo, e nel 2002 torna a Hradec Králové. Gioca un'intera stagione con i bianconeri disputando 29 incontri e realizzando 5 reti, che sono rese vane, dato che la squadra retrocede in Druhá Liga al termine della stagione, conclusa all'ultimo posto in classifica. Torna a Praga, nuovamente allo Sparta, nell'estate del 2003. Dopo aver giocato solo 3 partite viene ceduto nel mercato invernale: il 23 gennaio 2004 passa al Teplice.

#### Teplice e Friburgo
La squadra conclude il campionato al nono posto. Nella stagione seguente il Teplice giunge ai vertici del campionato concluso alle spalle di Slavia e Sparta Praga. La stagione 05-06 si conclude con un quarto posto mentre il Teplice chiude torneo 2006-07 al centro della graduatoria. L'8 agosto 2007 passa ai tedeschi del Friburgo per 680.000 euro. Nella prima stagione in 2. Fußball-Bundesliga il difensore ceco gioca 31 incontri e sigla 3 reti. Nella stagione 2008-09 gioca 26 partite segnando una rete e contribuendo alla promozione della squadra in Bundesliga. Questa stagione è condizionata da un infortunio che lo tiene fuori dai terreni di gioco per due settimane nel mese di settembre. Nella stagione 2009-10 viene martellato dagli infortuni che tra ottobre e marzo lo costringono in diverse occasioni a rendersi indisponibile. Totalizza 17 presenze ma il Friburgo si salva matematicamente con due giornate d'anticipo, evitando anche lo spareggio play-out. Nel campionato 2010-2011 il Friburgo gioca un buon campionato sfiorando l'accesso alle coppe europee.

## Palmarès

### Club

#### Competizioni nazionali
- 2. Fußball-Bundesliga: 1

Friburgo: 2008-2009